# Abbiamo pazientato 40 anni. Ora basta!
Abbiamo pazientato 40 anni. Ora basta! è l'EP d'esordio del gruppo punk rock Disciplinatha.

## L'album

### Il titolo
Il titolo del mini album cita il discorso alla nazione del 2 ottobre 1935 con il quale Benito Mussolini ha annunciato l'apertura delle ostilità italiane contro l'Etiopia.. L'audio originale è stato inserito all'inizio del disco, pur senza la citazione dell'Etiopia, circostanza che lo rende "generico".

### Citazioni
L'album è citato nella canzone Sensibile degli Offlaga Disco Pax, album Bachelite.

## Tracce
1. Addis Abeba
2. Disciplinatha canto del potere
3. Milizia
4. Retorika
5. Leopoli
6. Attacco dal cielo (guitar solo live)

## Formazione
- Cristiano Santini - voce e chitarre
- Dario Parisini - chitarra
- Daniele Albertazzi - batteria
- Marco Maiani - basso